# نیدریدن
نیدریدن (به آلمانی: Niederrieden) یک شهر در آلمان است که در اونترالگوی واقع شده‌است. نیدریدن ۱٬۳۳۸ نفر جمعیت دارد.